# Ectagela
Ectagela is een geslacht van wantsen uit de familie van de Miridae (Blindwantsen). Het geslacht werd voor het eerst wetenschappelijk beschreven door Schmidt in 1939.

## Soorten
Het genus bevat de volgende soorten:

- Ectagela armata Linnavuori, 1975
- Ectagela aspera Linnavuori, 1984
- Ectagela bicuspidata Linnavuori, 1975
- Ectagela darfurensis Linnavuori, 1975
- Ectagela furcata Wagner, 1970
- Ectagela ghazalensis Linnavuori, 1975
- Ectagela guttata K. Schmidt, 1939
- Ectagela kermanensis Hosseini & Shamsi, 2014
- Ectagela kibo Linnavuori, 1993
- Ectagela novella Linnavuori, 1975
- Ectagela omfale Linnavuori, 1993
- Ectagela osiris Linnavuori, 1993
- Ectagela paionios Linnavuori, 1993
- Ectagela punctata Wagner, 1969
- Ectagela remanei Wagner, 1970
- Ectagela safahana Linnavuori, 1975
- Ectagela sakhmet Linnavuori, 1993
- Ectagela suavis Linnavuori, 1975
- Ectagela subfasciata Wagner, 1970
- Ectagela trichiliae Linnavuori, 1975
- Ectagela vitellina Linnavuori, 1975